# Hårdsvedstjärnen
Hårdsvedstjärnen är en sjö i Hudiksvalls kommun i Hälsingland och ingår i Delångersån-Nianåns kustområde. Sjön har en area på 0,0535 kvadratkilometer och ligger 6,8 meter över havet.

## Delavrinningsområde
Hårdsvedstjärnen ingår i det delavrinningsområde (683350-157472) som SMHI kallar för Rinner mot Agöfjärden sek namn. Medelhöjden är 16 meter över havet och ytan är 4,25 kvadratkilometer. Det finns inga avrinningsområden uppströms utan avrinningsområdet är högsta punkten. Avrinningsområdets utflöde mynnar i havet, utan att ha någon enskild mynningsplats. Avrinningsområdet består mestadels av skog (85 procent). Avrinningsområdet har 0,11 kvadratkilometer vattenytor vilket ger det en sjöprocent på 2,6 procent.